# Григорій II
Святий Григорій II (лат. Gregorius; ? — 11 лютого 731, Рим, Візантійська імперія) — вісімдесят дев'ятий папа Римський (19 травня 715—11 лютого 731), походив з римського роду Сабеліїв (нащадків племені самнітів).
Як він сам стверджував викупив себе у лангобардів за 30 фунтів золота. Його спокій допомагав у здійсненні місіонерської роботи в Німеччині, посиленні папської влади в Англії та Ірландії. Відлучив від церкви візантійського імператора Лева III Ісавра, який започаткував боротьбу з культом зображень святих (іконоборство).